# Küçükyalı, Maltepe
Küçükyalı là một xã thuộc huyện Maltepe, tỉnh Istanbul, Thổ Nhĩ Kỳ.